# Hips Don't Lie
Singles de Shakira
Día de Enero
(2006) Illegal
(2006)
Hips Don't Lie est une chanson interprétée par Shakira et Wyclef Jean. Elle figure sur l'album Oral Fixation Vol. 2 (2005) de Shakira. Elle a été inspirée par une chanson de Dirty Dancing 2 : Wyclef Jean l'avait notamment interprétée avec Claudette Ortiz, sous le titre de Dance Like This. Ces deux chansons samplent un passage de l'intro du morceau salsa Amores como el nuestro de Jerry Rivera.
Une version de la chanson a été interprétée par Shakira avec Wyclef Jean pour l’ouverture de la finale de la Coupe du monde de football de 2006.
Shakira a aussi enregistré une version en espagnol qui a pour titre Sera sera.

## Liste des pistes
| - CD single 1. Hips Don't Lie (featuring Wyclef Jean) – 3:41 2. Dreams for Plans – 4:02 3. Hips Don't Lie (Wyclef's Mixshow Mix) – 4:09 - CD single au Japon 1. Hips Don't Lie (featuring Wyclef Jean) – 3:41 2. Hips Don't Lie (Bamboo – 2006 FIFA World Cup Mix) – 3:37 3. Hips Don't Lie (Spanish version) – 3:41 4. Hips Don't Lie (DJ Kazzanova Remix) – 3:44 | - Maxi CD single 1. Hips Don't Lie (featuring Wyclef Jean) – 3:41 2. Hips Don't Lie (Wyclef Remix) – 3:59 3. Hips Don't Lie (Wyclef Mix Show Mix) – 4:09 4. Hips Don't Lie (Wyclef Remix Instrumental) – 3:57 5. Hips Don't Lie (Bamboo 2006 FIFA World Cup Version) – 3:24 6. Hips Don't Lie (Spanish version) – 3:35 |

## Classements et certifications
| Classement (2006)                       | Meilleure position |
| --------------------------------------- | ------------------ |
| Allemagne (GfK Entertainment)           | 1                  |
| Australie (ARIA)                        | 1                  |
| Autriche (Ö3 Austria Top 40)            | 2                  |
| Belgique (Flandre Ultratop 50 Singles)  | 1                  |
| Belgique (Wallonie Ultratop 50 Singles) | 1                  |
| Canada (Hot 100)                        | 2                  |
| Tchéquie (IFPI Rádio)                   | 1                  |
| Danemark (Tracklisten)                  | 4                  |
| Écosse (OCC)                            | 1                  |
| Pays-Bas (Single Top 100)               | 1                  |
| Europe (Hot 100)                        | 1                  |
| Finlande (Suomen virallinen lista)      | 2                  |
| France (SNEP)                           | 1                  |
| Hongrie (Rádiós Top 40)                 | 1                  |
| Hongrie (Dance Top 40)                  | 2                  |
| Hongrie (Single Top 40)                 | 2                  |
| Irlande (IRMA)                          | 1                  |
| Italie (FIMI)                           | 1                  |
| Japon (Oricon)                          | 94                 |
| Nouvelle-Zélande (RMNZ)                 | 1                  |
| Norvège (VG-lista)                      | 2                  |
| Pologne (Airplay Chart)                 | 2                  |
| Roumanie (UPFR)                         | 1                  |
| Slovaquie (IFPI Rádio)                  | 8                  |
| Suède (Sverigetopplistan)               | 45                 |
| Suisse (Schweizer Hitparade)            | 1                  |
| Royaume-Uni (UK Singles Chart)          | 1                  |
| Royaume-Uni (UK R&B Chart)              | 1                  |
| États-Unis (Hot 100)                    | 1                  |
| États-Unis (Pop Airplay)                | 1                  |
| États-Unis (Hot Latin Songs)            | 1                  |

| Classement (2000-2009) | Position |
| ---------------------- | -------- |
| Allemagne              | 30       |

| Pays             | Certification | Ventes    |
| ---------------- | ------------- | --------- |
| Australie        | 6 × Platine   | 420 000   |
| Autriche         | Or            | 15 000    |
| Belgique         | Platine       | 30 000    |
| Canada           | 2 × Platine   | 40 000    |
| Danemark         | 2 × Platine   | 60 000    |
| France           | Or            | 254 000   |
| Allemagne        | Platine       | 300 000   |
| Grèce            | Or            | 10 000    |
| Nouvelle-Zélande | Or            | 5 000     |
| Suisse           | Platine       | 30 000    |
| Royaume-Uni      | 3 × Platine   | 1 800 000 |
| États-Unis,      | 2 × Platine   | 2 000 000 |

## Vidéo musicale
Le clip a été réalisé par la réalisatrice britannique Sophie Muller et filmé en octobre 2005 à Los Angeles. La vidéo commence avec Shakira sur un fond noir danse pendant que Wyclef et quelques autres hommes la regardent. Lorsque Wyclef rappe son premier couplet de rap, il le montre en train de suivre Shakira avec des rideaux roses partout. Il les montre également dans la rue avec différentes personnes. Lorsque le deuxième couplet commence, on la voit assise sur une chaise en train de chanter. On passe ensuite à un environnement de type arène, où Shakira danse avec d'autres personnes. Il se termine avec Shakira sur le fond noir. La majorité des costumes et tenues présentés dans la vidéo appartiennent au Carnaval de Barranquilla, dont la robe blanche dans laquelle danse Shakira et les drapeaux colorés.
« Hips Don't Lie » a rencontré un franc succès dans le top 10 des vidéos les plus regardées de la semaine sur LAUNCHcast, où elle est restée numéro un pendant quatre mois. Yahoo! a demandé à des fans de lui envoyer des vidéos d'eux-mêmes en train de danser sur la chanson, qui ont été éditées dans une version « réservée aux fans », qui s'est également avérée être l'une des vidéos les plus populaires sur LAUNCH. La vidéo de « Hips Don't Lie » a occupé la première place sur iTunes (avec le single) pendant plusieurs semaines. Au 27 juillet 2022, elle avait été visionnée plus de 1,1 milliard de fois sur YouTube. La vidéo a remporté le MTV Video Music Award de la Meilleure chorégraphie le 31 août 2006, et le MTV Latin Award de la chanson de l'année le 19 octobre 2006. La vidéo s'est également classée numéro deux dans le « Top 40 des vidéos de 2006 » de VH1.